# Niemowicze
Niemowicze (ukr. Немовичі, Nemowyczi) – wieś w rejonie sarneńskim obwodu rówieńskiego, miejscowość licząca obecnie 4147 mieszkańców, położona nad rzeką Słucz 12 km od Saren w obwodzie rówieńskim na terenie historycznego Wołynia na Ukrainie.
W latach 1921–1939 we wsi była siedziba władz gminy Niemowicze.
We wsi znajduje się stacja kolejowa Niemowicze.